# Antonio Bezerra Brandao
1. WEITERLEITUNG Antônio Bezerra Brandão